# Otinotus albescens
Otinotus albescens är en insektsart som beskrevs av Capener 1953. Otinotus albescens ingår i släktet Otinotus och familjen hornstritar. Inga underarter finns listade i Catalogue of Life.